# デビッド・シーマン
デビッド・アンドリュー・シーマン（David Andrew Seaman MBE, 1963年9月19日 - ）は、イングランド・サウス・ヨークシャー州ロザラム出身の元イングランド代表サッカー選手。現役時代のポジションはGK。その安定した守備から、「Mr.セーフハンド」とも呼ばれた。

## 経歴
1981年にファースト・ディビジョン（現プレミアリーグ）のリーズ・ユナイテッドでキャリアをスタートさせ、同国のピーターバラ・ユナイテッド（1982年 - 1984年）、バーミンガム・シティ（1984年 - 1986年）を経て、1990年にマンチェスター・ユナイテッドからのオファーを断り、GKの選手としては当時の最高額でアーセナルに入団。1990-91シーズンにはリーグ戦での失点僅か38試合18失点でのリーグ優勝に貢献、1994-95シーズンにはUEFAカップウィナーズカップを制覇。1969-70シーズンに獲得したUEFAカップ以来となる国外のタイトルをもたらした。アーセナルでは通算564試合に出場、リーグ優勝3回、FAカップ4回などの優勝を成し遂げた。
イングランド代表としては1988年11月のサウジアラビア戦でデビュー。1990年のワールドカップイタリア大会では第3GKとして大会メンバーに招集されていたが、イタリアでのトレーニング中の怪我で離脱した。1998年のフランスW杯、2002年の日韓W杯にそれぞれ出場したが準々決勝のブラジル戦ではロナウジーニョにフリーキックからのゴールを許して敗退した。
2003年にはアーセナルからマンチェスター・シティに移籍したが、シーズン途中に、肩の負傷のため40歳で現役を引退している。通算75試合出場は、ピーター・シルトンの125試合に次ぐイングランド代表GK歴代2位。

## 代表歴

### 出場大会
- イングランド代表
  - 1990 FIFAワールドカップ (ベスト4)
  - 1998 FIFAワールドカップ (ベスト16)
  - 2002 FIFAワールドカップ (ベスト8)

### 試合数
- 国際Aマッチ 75試合 0得点（1988年-2002年）[4][1]

| イングランド代表 | 国際Aマッチ | 国際Aマッチ |
| 年               | 出場        | 得点        |
| ---------------- | ----------- | ----------- |
| 1988             | 1           | 0           |
| 1989             | 1           | 0           |
| 1990             | 1           | 0           |
| 1991             | 4           | 0           |
| 1992             | 2           | 0           |
| 1993             | 3           | 0           |
| 1994             | 4           | 0           |
| 1995             | 5           | 0           |
| 1996             | 11          | 0           |
| 1997             | 6           | 0           |
| 1998             | 9           | 0           |
| 1999             | 8           | 0           |
| 2000             | 7           | 0           |
| 2001             | 5           | 0           |
| 2002             | 8           | 0           |
| 通算             | 75          | 0           |